# Тайвань-Таоюань
 
Міжнародний аеропорт Тайвань Таоюань (IATA: TPE, ICAO: RCTP) — міжнародний аеропорт, що обслуговує Тайбей і північний Тайвань. Розташований близько 40 км (25 миля) на захід від Тайбею в районі Даюань, Таоюань, аеропорт є найбільшим на Тайвані. Це також був найзавантаженіший аеропорт Тайваню до пандемії COVID-19, яка почалася в 2020 році. Він управляється корпорацією міжнародного аеропорту Таоюань. У 2016 році Міжнародна рада аеропортів назвала його найкращим аеропортом за своїм розміром в Азіатсько-Тихоокеанському регіоні.
Аеропорт був відкритий для комерційних операцій у 1979 році як Міжнародний аеропорт Чан Кайші та був перейменований у 2006 році. Це важливий регіональний центр перевалки, пасажирський вузол і ворота для напрямків в Азію, а також один із двох міжнародних аеропортів, які обслуговують Тайбей. Інший, Тайбейський аеропорт Суншань, розташований у межах міста і служив єдиним міжнародним аеропортом Тайбея до 1979 року. Зараз Songshan обслуговує в основному чартерні рейси, рейси всередині острова та обмежені міжнародні рейси.
У 2018 році Тайвань Таоюань обслужив рекордні 46,5 мільйона пасажирів і 2,3 мільярда кг вантажу, що зробило його 11-м найбільш завантаженим аеропортом у світі за міжнародним пасажиропотоком і 8-м за кількістю міжнародних вантажних перевезень у 2018 році. Це головний міжнародний хаб для China Airlines, EVA Air і Starlux Airlines. Він також є центром Mandarin Airlines, Uni Air і Tigerair Taiwan.

## Історія
У 1970-х роках початковий аеропорт у місті Тайбей — аеропорт Тайбей Суншань — став переповненим і не міг бути розширений через обмеження простору. Таким чином, новий аеропорт планувалося зменшити затори. Новий аеропорт був відкритий (разом з терміналом 1) 26 лютого 1979 року в рамках Десяти великих будівельних проєктів, запроваджених урядом у 1970-х роках. Спочатку аеропорт планувався під назвою Міжнародний аеропорт Таоюань, але пізніше був змінений на Міжнародний аеропорт Чан Кайші в пам'ять про колишнього президента Чан Кайші.
Аеропорт є головним вузлом авіакомпанії China Airlines, основного перевізника Республіки Китай, а також EVA Air, приватної авіакомпанії, заснованої в 1989 році. Переповненість аеропорту в останні роки спонукала до будівництва Терміналу 2, який було відкрито 29 липня 2000 року, а половина його воріт працювала; EVA Air була першою авіакомпанією, яка переїхала в термінал 2. Інші ворота відкрилися 21 січня 2005 року для China Airlines, що зробило China Airlines єдиною авіакомпанією, яка працює з обох терміналів.
Аеропорт оголосив про плани будівництва третього терміналу. У жовтні 2015 року для Терміналу 3 площею 640 000 квадратних метрів було обрано проєкт британської фірми Rogers Stirk Harbor + Partners, заснованої лауреатом Прітцкерівської премії з архітектури Річардом Роджерсом. Понад 2,3 мільярда доларів США буде вкладено в проєкт, один з найдорожчих будівельних робіт у сучасній історії Тайваню. Очікується, що термінал буде відкритий у 2020 році і прийматиме 45 мільйонів пасажирів на рік, збільшуючи річну пропускну спроможність аеропорту до 86 мільйонів пасажирів.
Раніше відомий як Міжнародний аеропорт Чан Кайші, 6 вересня 2006 року він був перейменований на свою нинішню назву. Аеропорт, який спочатку планувався як Міжнародний аеропорт Таоюань, до 2006 року носив ім'я покійного президента Чан Кайші. На китайській мові його колишня назва була буквально «Міжнародний аеропорт Чун-Чен (Чжунчжен)», де Чун-Чен є офіційною назвою, яку Чан Кайші використовував з 1910-х років. На Тайвані Чан Кайші асоціюється з Китайською націоналістичною партією або Гоміньданом і її багаторічним однопартійним авторитарним правлінням. Місцева влада міста Таоюань і члени Пан-зеленої коаліції часто називали хаб назвою, яка спочатку була пов'язана з ним: «Міжнародний аеропорт Таоюань». Інформаційні організації та місцеві жителі іноді поєднували дві загальновживані назви як «аеропорт Таоюань Чун-Чен».

## Термінали

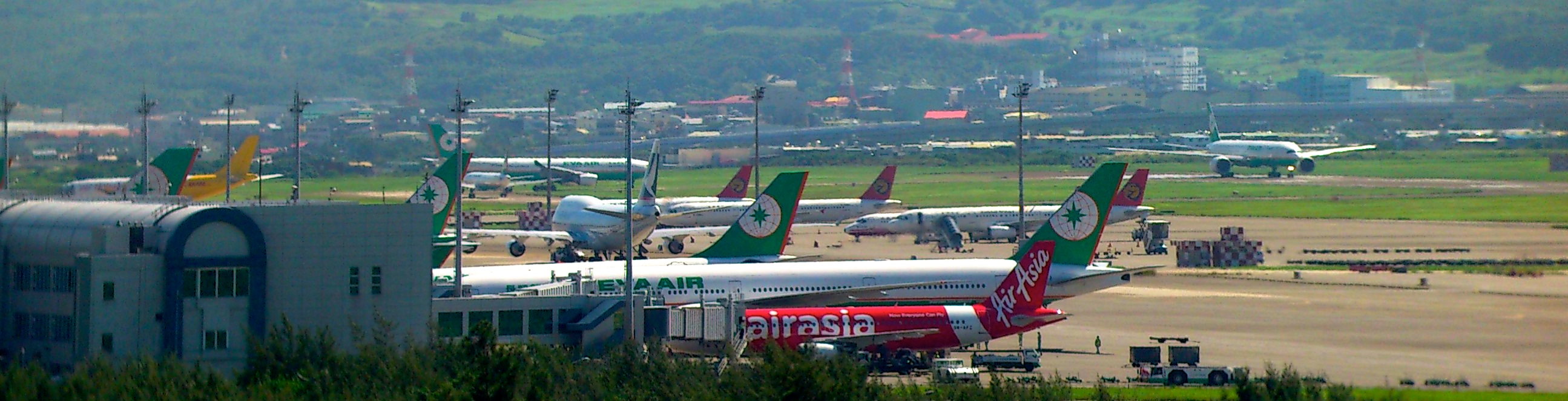
Ранкова година пік на ТПЕ

Тайванський міжнародний аеропорт Таоюань наразі має два термінали, які з'єднані двома короткими пасажирськими транспортними засобами. Третій термінал будується, а четвертий термінал планується, але плани можуть бути припинені. Станція метро аеропорту Таоюань з'єднує підземні термінали та забезпечує транспортне сполучення з містом Тайбей.

### Термінал 1

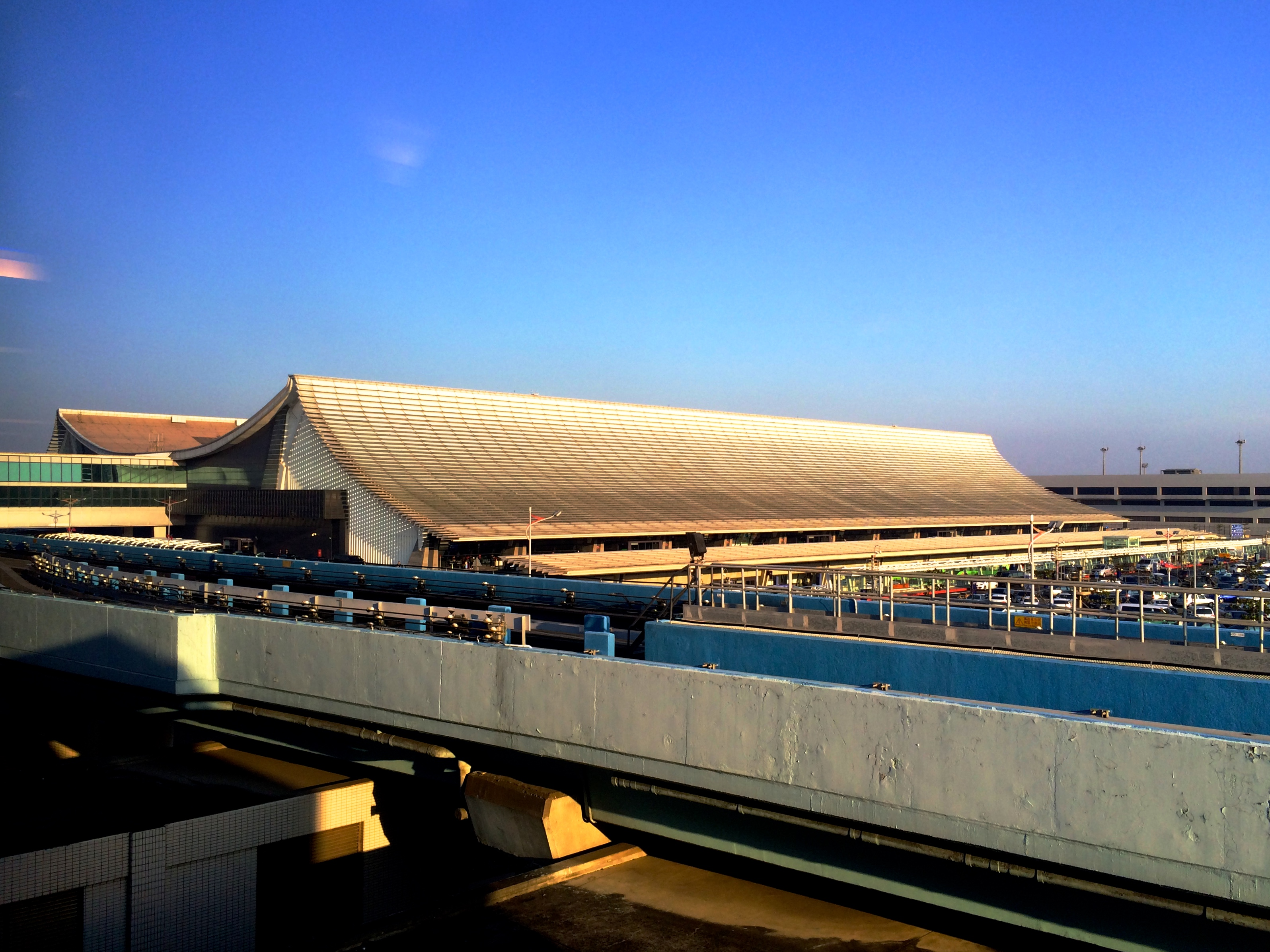
Зовнішній вигляд терміналу 1

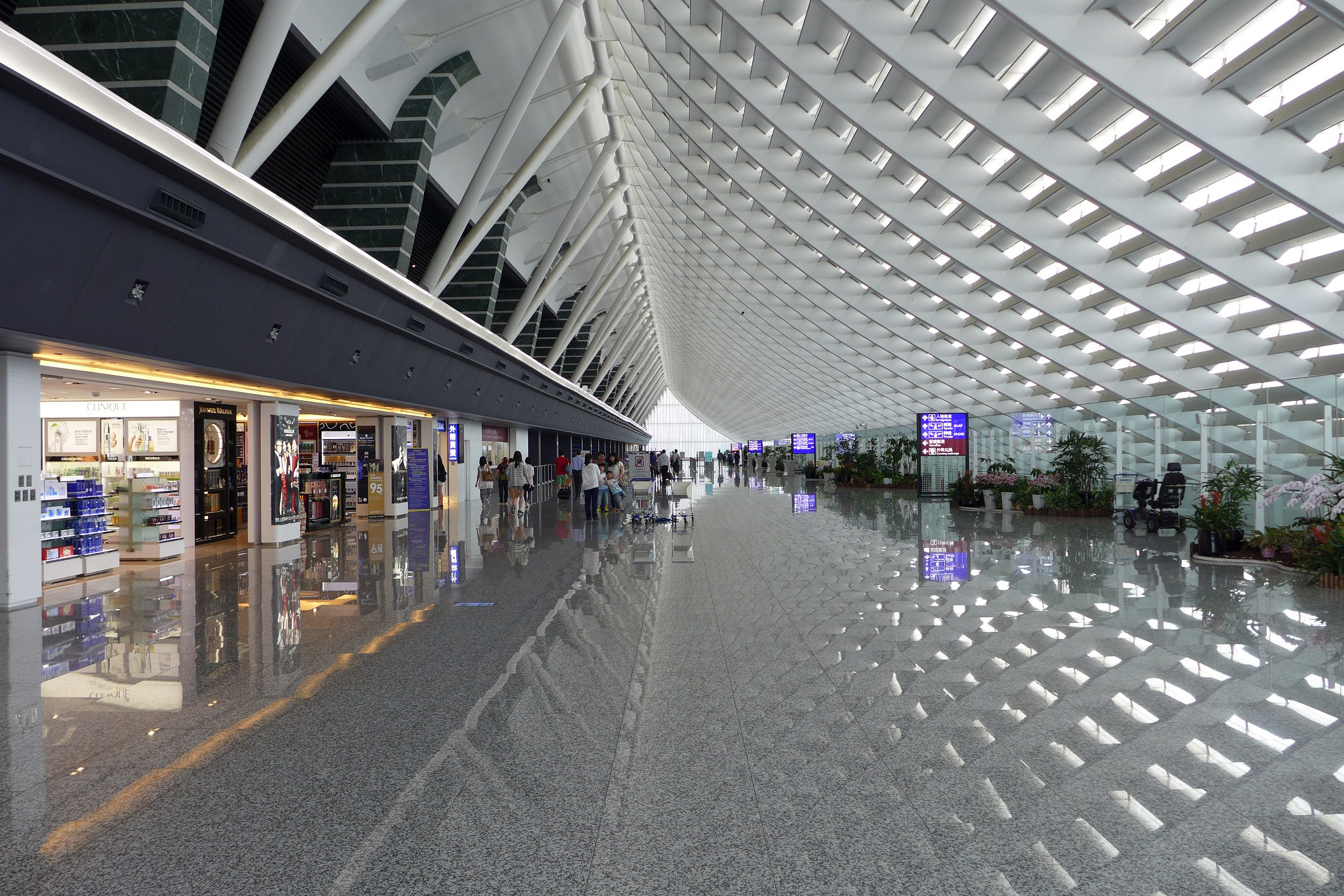
Відремонтований зал прильоту

Термінал 1 — оригінальний пасажирський термінал тайванського міжнародного аеропорту Таоюань. Будівля була спроєктована тайвансько-американським інженером-конструктором китайського походження Тунг-Єн Ліном під впливом Ееро Саарінена у Вашингтонському міжнародному аеропорту Даллеса. П'ятиповерхівка 169 500 м2 (1 824 000 фут2) термінал, разом з аеропортом, відкритий у 1979 році, щоб розвантажити переповнений аеропорт Тайбей Суншань. Після завершення будівництва цього терміналу всі міжнародні рейси були перенесені в аеропорт. Термінал 1 мав 22 виходи. Ряд з 11 воріт розташований на північному кінці аеродрому, що виходить на північну злітно-посадкову смугу, а інший ряд з 11 воріт розташований на південному кінці аеродрому, що виходить на південну злітно-посадкову смугу. Два зали, які містили ворота літака, з'єднані між собою головною будівлею, яка містила зони реєстрації, отримання багажу, зони імміграції паспортів і контрольно-пропускні пункти. Разом вони утворюють гігантську букву «Н». Усі ворота обладнані люками. Ворота, розташовані в кінці залів, мають один прохідний канал, а також ворота для людей, а також ворота, розташовані не в кінці залів, мають два прохідні проїзди. Спочатку термінал був білого кольору, коли він відкрився. З роками поступово фасад і колір стали більш коричневими та жовтими через забруднення повітря в Тайбеї.

### Термінал 2

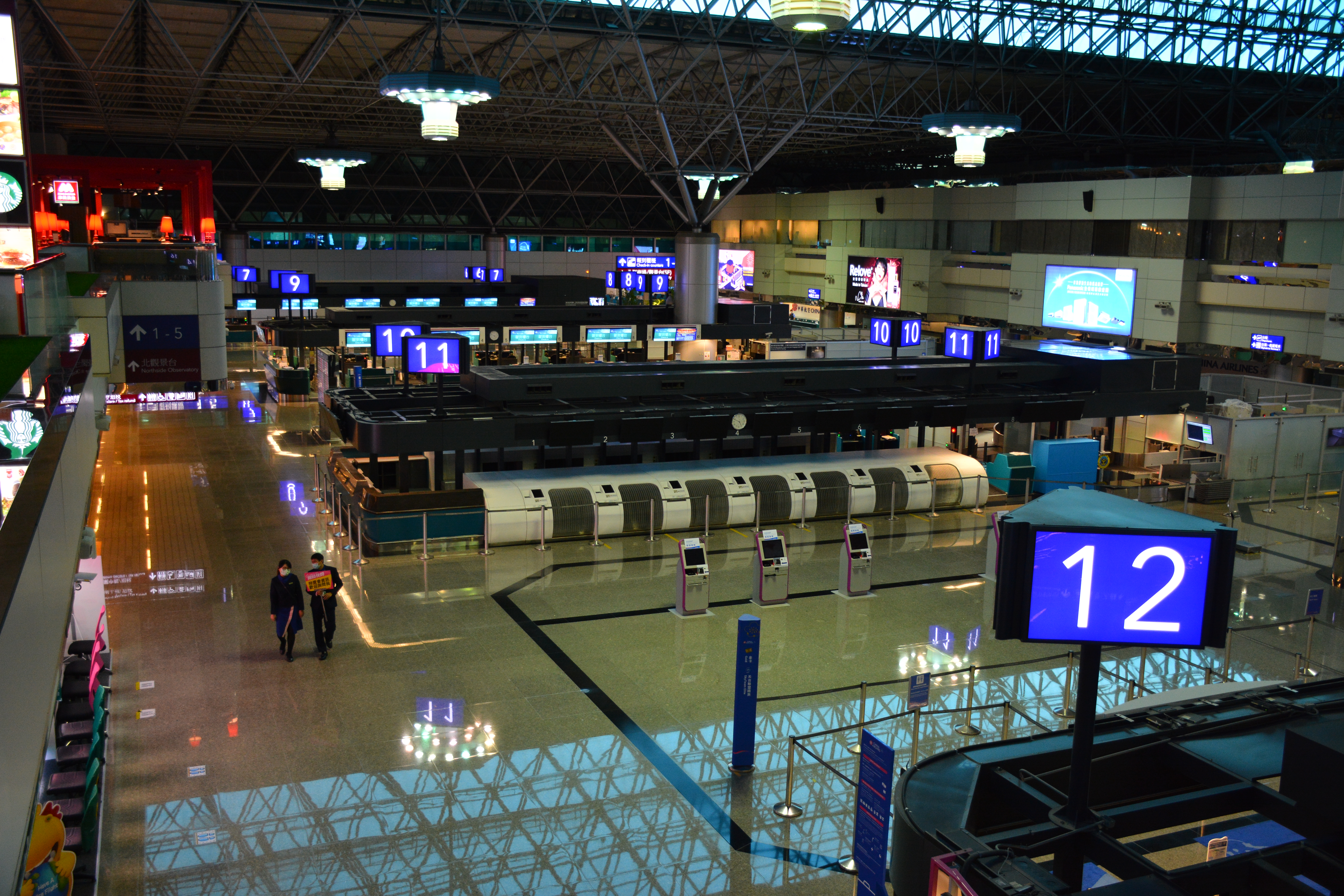
Зал відправлення

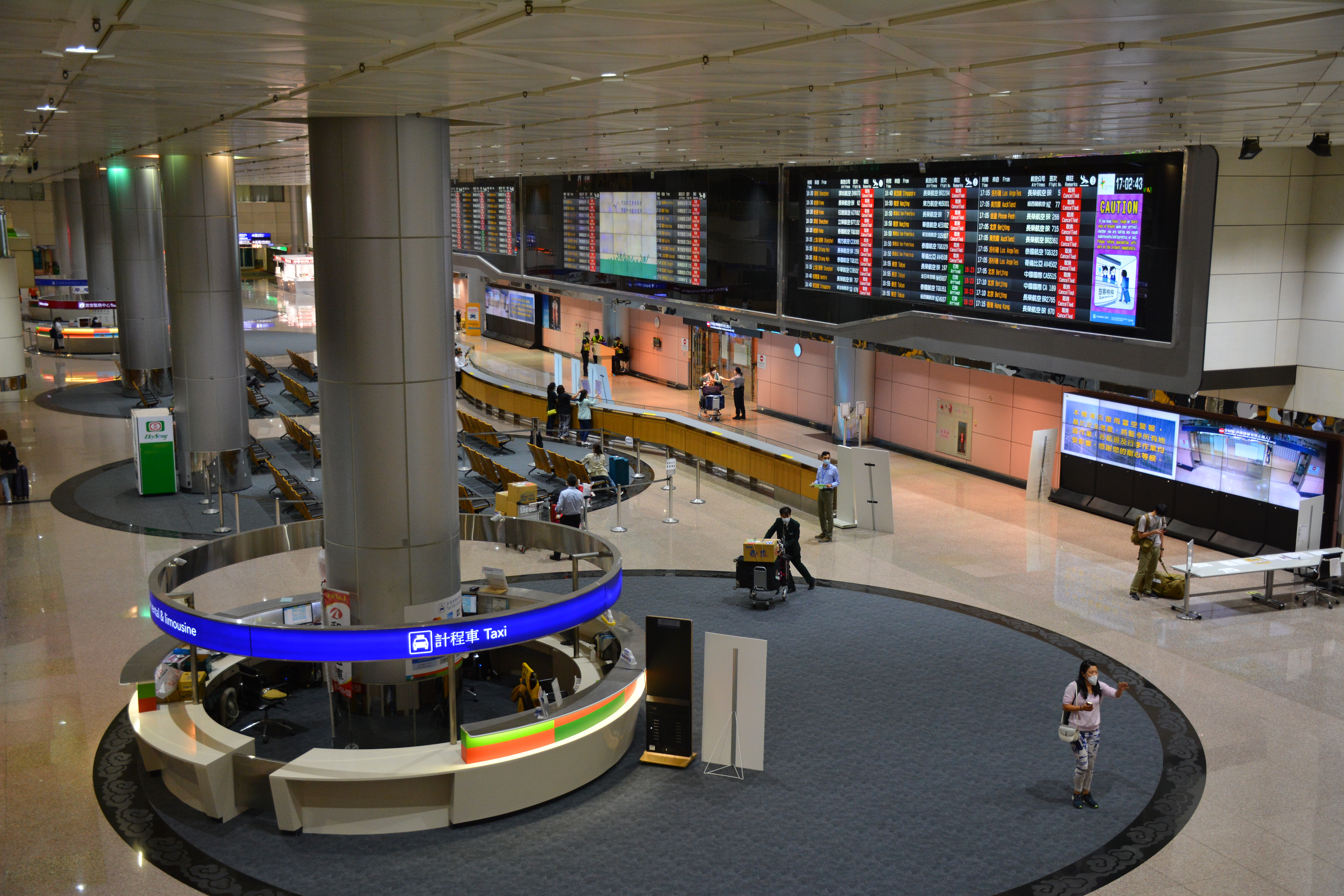
Зал прибуття

Термінал 2 був відкритий у 2000 році, щоб зменшити затори в застарілому терміналі 1. До моменту відкриття терміналу було завершено лише Південний зал. Лише Південний зал має 10 воріт, кожен з яких має 2 реактивні доріжки та власні контрольно-пропускні пункти. Північний зал відкрився пізніше в 2005 році, в результаті чого загальна кількість воріт для терміналу 2 зросла до 20; контрольно-пропускні пункти були перенесені в центральне місце перед паспортним контролем. Об'єкт площею 318 000 м2 здатний обслуговувати 17 мільйонів пасажирів на рік.

### Термінал 3 (будується)
Будівництво терміналу 3 є частиною проєкту розширення міжнародного аеропорту Таоюань. Термінал 3 площею 640 000 квадратних метрів спроєктований компанією Rogers Stirk Harbor + Partners і прийматиме 45 мільйонів пасажирів на рік. Спочатку новий термінал планувалося відкрити в 2020 році. Однак проєкт було відкладено, що відкладає його планове завершення до 2025 року.

### Термінал 4 (плани зупинено)
Спочатку частиною проєкту розширення був новий термінал 4. Однак через величезний обсяг будівництва Міністерство транспорту наказало компанії аеропорту зупинити проєкт, щоб мінімізувати незручності для мандрівників.

## Операції

### Статистика
Див. джерело запитів Вікіданих та джерела.